# Gabriel Cisneros
Pour les articles homonymes, voir Cisneros.
Gabriel Cisneros Laborda. (Tarazona, 14 août 1940 - Murcie, 27 juillet 2007), homme politique espagnol, l'un des pères de la constitution espagnole de 1978.

## Biographie
Licencié et docteur en droit, il suivit également des cours de science politique et de journalisme. Il passa avec succès le concours d'entrée au Corps général technique de l'administration civile de l'État.
Il occupa diverses fonctions dans l'administration du général Franco, faisant partie du groupe des jeunes réformistes. Il rédigea le discours du président du conseil Carlos Arias Navarro dit de l'esprit du 12 février.
Il fut directeur général de l'Assistance sociale au Ministère de l'Intérieur, de 1976 à 1977.
C'est l'un des 7 pères de la Constitution espagnole, pour avoir participé à la commission qui l'a rédigée.
Il fut député de l'Union du centre démocratique (UCD) de 1978 à 1982. En 1979, il échappe miraculeusement à une tentative d'enlèvement par un commando de l'ETA à Madrid, au cours de laquelle il reçut une balle.
Cisneros occupa par ailleurs les fonctions de secrétaire général des relations avec les Cortes puis de secrétaire d'État des relations avec les Cortes, et fut réélu député lors des élections de 1982.
Après avoir abandonné temporairement la politique, il y revient en 1988 dans les rangs du Parti libéral. Il milita activement pour l'intégration de cette formation politique dans le Parti populaire (PP). À partir de 1990, il fera partie de l'exécutif du PP et sera réélu député en 1993, 1996, 2000 et 2004.
En 1989, il adhéra au Parti populaire et resta député au Congrès des députés. Il participa à la commission de rédaction du projet de Déclaration des Droits de l'homme de l'Union européenne. En  2004, il fut réélu député et devint vice-président de la Chambre Basse.
Le 2 novembre 2006, il fut victime d'une attaque cérébrale au Congrès des députés et mourut à Murcie le 27 juillet 2007.